# Охлопков, Игорь Юрьевич
Игорь Юрьевич Охлопков (6 февраля 1951 — декабрь 2022) — российский предприниматель, библиограф и библиофил. Член Союза писателей Москвы.

## Биография
Игорь Юрьевич Охлопков родился в Москве в 1951 году. Окончил Всесоюзный заочный политехнический институт — ВЗПИ (в настоящее время Московский государственный открытый университет) по специальности информационно-измерительная техника.
Работал инженером, зав. сектором, зав. отделом в научно-исследовательских и проектных организациях. В 1990 году перешёл в частный бизнес. В 1994 году получил лицензию на проведение аудиторской деятельности в Российской Федерации.

## Творчество
Более 20 лет работал над составлением библиографий дебютов русских писателей. В 2007 году в издательстве «Захаров» выпустил библиографический справочник «Дебюты русских писателей XIX—XX веков».
Собрал две крупные коллекции, которые описал в издании «Книги и рукописи в собрании И. Ю. Охлопкова». В данном издании, помимо дебютов писателей (первые книги Пушкина, Лермонтова, Толстого, Салтыкова-Щедрина, Блока (с автографом Ремизову), Цветаевой (с приложением автографов её детских стихов) — всего более 700 позиций), представлена крупнейшая в мире частная коллекция книг, автографов и рукописей Б. Л. Пастернака (более 100 автографов и писем, рукопись двух глав романа «Доктор Живаго», уникальные архивные материалы).
Собирал коллекцию под условным названием «Мой СССР», в которой представлены газеты, отображающие значимые исторические события, книги, архивные материалы периода 1922—1991 гг. В 2019 году приступил к разработке библиографии и подбору материалов для коллекции «Официальный Высоцкий». 

## Карьера
В 2001 году учредил и возглавил ООО «Совинтех» и «Аудиторско-Консалтинговую Фирму Бухгалтерские Интеллектуальные Технологии» («АКФ БИТ»).

## Издания
- Дебюты русских писателей XIX—XX веков. — М.: Захаров. 2007 (ISBN 978-5-8159-0720-1)
- Книги и рукописи в собрании И. Ю. Охлопкова. — М.: Совинтех. 2009 (ISBN 978-5-903965-03-8)
- Красная строка. История СССР в газетах. — М.: Литфонд. 2019. (Тираж 50 экземпляров. Из них 10 именных. Именные экземпляры предназначались для руководства страны, государственных служащих и представителей бизнеса.